# Eddy de Wind
Eliazar (Eddy) de Wind (Hága, 1916. február 6. – Amszterdam, 1987. szeptember 27.) holland zsidó író, orvos, és holokauszt-túlélő. 

## Élete
Louis de Wind és Henriëtte Sanders egyetlen gyermekeként született. Szülei porcelánkereskedéssel foglalkoztak. Édesapját hároméves korában elvesztette. A Leideni Egyetemen orvosnak tanult, s ő volt az utolsó holland zsidó, aki egyetemi diplomát kaphatott, mielőtt 1940-ben az egyetemet a német megszállók parancsára bezárták. Ezután Amszterdamba költözött, hogy pszichoanalitikussá képezze magát. A képzésre tanárai otthonában került sor. 1941-ben egy hollandiai razziai során letartóztatták, de sikeresen megmenekült. Önkéntesen jelentkezett munkára Westerborkba, a Hollandia északkeleti részén fekvő gyűjtőtáborba. Azzal a kikötéssel vállalta az ottani orvosi állást, ha a táborban fogva tartott édesanyja is ott maradhat. Itt találkozott az akkor tizennyolc éves zsidó ápolónővel, Friedellel. Hamar egymásba szerettek, és a táborban összeházasodtak. 1943 szeptemberében tehervonattal Auschwitzba vitték őket. A táborban Eddyt és szerelmét elválasztották egymástól, de vállalva a kockázatot, többször is találkoztak.
Egy éve már a táborban voltak, amikor 1944 őszén a szovjetek közeledtek Auschwitzhoz, s a nácik elhatározták, hogy eltüntetik a tábor nyomait. A foglyokat gyalog indították Németország felé, beleértve feleségét is. Eddy elrejtőzött, és ott maradt a táborban. Talált egy ceruzát és egy füzetet, és írni kezdett.
A háború után Eddy a szovjet hadsereg szolgálatába állt, s néhány hónapot még a koncentrációs táborban töltött, hogy ellássa a betegeket. Miután május 5-én felszabadult Hollandia, levelet írt a ma már Ukrajnához tartozó Csernovicból a Holland Vöröskeresztnek, melyhez mellékelt egy üzenetet Friedel részére. Hosszas utazás után ismét találkozhatott feleségével, ám mindketten sérülten kerültek vissza a táborból. Eddy esetében leginkább lelki sebekről volt szó, míg Friedelnél szervi bajok is jelentkeztek. Eladták összes megmaradt vagyonukat, és Amszterdamban telepedtek le. 
1946-ban jelent meg az Auschwitzban írt naplója, az "Eindstation Auschwitz" néven, 1949-ben pedig a "Szembenézés a halállal" című könyve. A traumákból fakadó fájdalom végül túlságosan megterhelte Eddy és Friedel kapcsolatát: 1957-ben elváltak. Válása után elkezdett rajzórákra járni. Itt ismerkedett meg második feleségével, aki egy keresztény holland nő volt. Két fia és egy lánya született. 
Utolsó éveiben Eddy létrehozott egy alapítványt, amely összefogja a holokauszt téma kutatását. 1984-ben királyi kitüntetésben részesült, megkapta az Oranje Nassau érdemrend tisztikeresztjét. Nehéz időszak következett Eddy számára, amelyben egyre gyengébb lett. Betegsége miatt úgy érezte, hogy hamarosan meg fog halni, iszonyú félelmek gyötörték őt, egyre többet gondolt vissza Auschwitzra. Körülbelül egy hónapos betegeskedés után szíve felmondta a szolgálatot.